# لويس غارسيا (لاعب كرة قاعدة)
لويس غارسيا (بالإسبانية: Luis García) هو لاعب كرة قاعدة فنزويلي، ولد في 11 سبتمبر 1929 في كاروبانو ‏ في فنزويلا، وتوفي في 9 يناير 2014 في كاراكاس في فنزويلا بسبب سكتة.